# 湯氏擬雀鯛
湯氏擬雀鯛（学名：Pseudochromis tonozukai），為鱸形目鱸亞目擬雀鯛科的其中一種，為熱帶海水魚，分布於東印度洋印尼海域，為特有種，深度30-45公尺，本魚體延長，體中央有一橘紅色的縱向寬條紋，並具有數列藍色點斑，背鰭硬棘3枚；背鰭軟條25枚；臀鰭硬棘3枚；臀鰭軟條14-15枚，體長可達6.3公分，棲息在沙石底質的礁石區，通常成對出現，偶爾單獨行動，生活習性不明。